# Campeonato Potiguar 1993
In 1993 werd het 74ste Campeonato Potiguar gespeeld voor voetbalclubs uit de Braziliaanse staat Rio Grande do Norte. De competitie werd gespeeld van 7 maart tot 26 augustus en werd georganiseerd door de Federação Norte-rio-grandense de Futebol. Er werden drie toernooien gespeeld, omdat ABC twee van de drie toernooien won had het genoeg aan een gelijkspel in de finale om de titel te winnen.

## Eerste toernooi

### Eerste fase
| Plaats | Club              | Wed. | W | G | V | Saldo | Ptn. |
| ------ | ----------------- | ---- | - | - | - | ----- | ---- |
| 1.     | ABC               | 7    | 5 | 1 | 1 | 23:6  | 11   |
| 2.     | América de Natal  | 7    | 5 | 1 | 1 | 17:7  | 11   |
| 3.     | Desportiva        | 7    | 4 | 1 | 2 | 11:9  | 9    |
| 4.     | Corintians        | 7    | 3 | 2 | 2 | 5:5   | 8    |
| 5.     | Alecrim           | 7    | 1 | 4 | 2 | 8:10  | 6    |
| 6.     | Currais Novos     | 7    | 1 | 3 | 3 | 11:15 | 5    |
| 7.     | Atlético Potiguar | 7    | 1 | 2 | 4 | 5:13  | 4    |
| 8.     | Riachuelo         | 7    | 0 | 2 | 5 | 4:19  | 2    |

|  | Geplaatst voor tweede fase en finale |
|  | Geplaatst voor tweede fase           |

### Tweede fase
| Plaats | Club             | Wed. | W | G | V | Saldo | Ptn. |
| ------ | ---------------- | ---- | - | - | - | ----- | ---- |
| 1.     | América de Natal | 3    | 1 | 2 | 0 | 5:4   | 4    |
| 2.     | ABC              | 3    | 1 | 1 | 1 | 7:5   | 3    |
| 3.     | Desportiva       | 3    | 1 | 1 | 1 | 1:3   | 3    |
| 4.     | Corintians       | 3    | 1 | 0 | 2 | 5:6   | 2    |

|  | Geplaatst voor finale |

### Finale
|             |     |       |                  |                     |
| 13 mei Heen | ABC | 1 – 1 | América de Natal | Toeschouwers: 5.734 |
| 13 mei Heen |     |       |                  | Toeschouwers: 5.734 |

|              |                  |       |     |                      |
| 16 mei Terug | América de Natal | 2 – 0 | ABC | Toeschouwers: 12.951 |
| 16 mei Terug |                  |       |     | Toeschouwers: 12.951 |

## Tweede toernooi

### Eerste fase
| Plaats | Club              | Wed. | W | G | V | Saldo | Ptn. |
| ------ | ----------------- | ---- | - | - | - | ----- | ---- |
| 1.     | América de Natal  | 7    | 6 | 1 | 0 | 9:3   | 13   |
| 2.     | Corintians        | 7    | 5 | 2 | 0 | 13:3  | 12   |
| 3.     | Desportiva        | 7    | 4 | 0 | 3 | 14:12 | 8    |
| 4.     | ABC               | 7    | 3 | 1 | 3 | 9:8   | 7    |
| 5.     | Alecrim           | 7    | 2 | 2 | 3 | 6:7   | 6    |
| 6.     | Currais Novos     | 7    | 2 | 1 | 4 | 10:8  | 5    |
| 7.     | Riachuelo         | 7    | 1 | 3 | 3 | 6:6   | 5    |
| 8.     | Atlético Potiguar | 7    | 0 | 0 | 7 | 5:25  | 0    |

|  | Geplaatst voor tweede fase en finale |
|  | Geplaatst voor tweede fase           |
|  | Uitgeschakeld voor derde toernooi    |

### Tweede fase
| Plaats | Club             | Wed. | W | G | V | Saldo | Ptn. |
| ------ | ---------------- | ---- | - | - | - | ----- | ---- |
| 1.     | ABC              | 3    | 2 | 1 | 0 | 4:0   | 5    |
| 2.     | Corintians       | 3    | 1 | 2 | 0 | 4:1   | 4    |
| 3.     | América de Natal | 3    | 1 | 1 | 1 | 4:1   | 3    |
| 4.     | Desportiva       | 3    | 0 | 0 | 3 | 1:11  | 0    |

|  | Geplaatst voor finale |

### Finale
In geval beide clubs een wedstrijd wonnen werd een verlenging gespeeld, waarvan enkel dat resultaat telde om de toernooiwinnaar aan te duiden. 
|              |                  |       |     |  |
| 14 juli Heen | América de Natal | 2 – 0 | ABC |  |
| 14 juli Heen |                  |       |     |  |

|               |     |               |                  |  |
| 18 juli Terug | ABC | 2 – 1 (1 - 0) | América de Natal |  |
| 18 juli Terug |     |               |                  |  |

## Derde toernooi

### Eerste fase
| Plaats | Club             | Wed. | W | G | V | Saldo | Ptn. |
| ------ | ---------------- | ---- | - | - | - | ----- | ---- |
| 1.     | ABC              | 5    | 3 | 2 | 0 | 10:5  | 8    |
| 2.     | América de Natal | 5    | 3 | 1 | 1 | 13:5  | 7    |
| 3.     | Corintians       | 5    | 3 | 1 | 1 | 12:9  | 7    |
| 4.     | Alecrim          | 5    | 2 | 0 | 3 | 6:6   | 4    |
| 5.     | Desportiva       | 5    | 2 | 0 | 3 | 4:8   | 4    |
| 6.     | Currais Novos    | 5    | 0 | 0 | 5 | 2:14  | 0    |

|  | Geplaatst voor tweede fase en finale |
|  | Geplaatst voor tweede fase           |

### Tweede fase
| Plaats | Club             | Wed. | W | G | V | Saldo | Ptn. |
| ------ | ---------------- | ---- | - | - | - | ----- | ---- |
| 1.     | América de Natal | 3    | 3 | 0 | 0 | 3:0   | 6    |
| 2.     | ABC              | 3    | 2 | 0 | 1 | 9:2   | 4    |
| 3.     | Corintians       | 3    | 0 | 1 | 2 | 2:5   | 1    |
| 4.     | Alecrim          | 3    | 0 | 1 | 2 | 1:8   | 1    |

|  | Geplaatst voor finale |

### Finale
|                  |                  |       |     |  |
| 21 augustus Heen | América de Natal | 2 – 2 | ABC |  |
| 21 augustus Heen |                  |       |     |  |

|                   |     |       |                  |  |
| 24 augustus Terug | ABC | 3 – 2 | América de Natal |  |
| 24 augustus Terug |     |       |                  |  |

## Finale
ABC had aan een gelijkspel genoeg om de titel te winnen. 
|                    |     |       |                  |  |
| 26 augustus Finale | ABC | 0 – 0 | América de Natal |  |
| 26 augustus Finale |     |       |                  |  |

## Kampioen
| Campeonato Potiguar de 1993 |
| Rio Grande do Norte         |
| --------------------------- |
| ABC Kampioen (41° titel)    |